# Eupetrichthys angustipes
 Eupetrichthys angustipes és una espècie de peix de la família dels làbrids i de l'ordre dels perciformes. Fins ara és l'única espècie delgènere.

## Morfologia
Els mascles poden assolir els 12,4 cm de longitud total.

## Distribució geogràfica
Es troba al sud d'Austràlia (des d'Austràlia Occidental fins a Nova Gal·les del Sud).